# Overeenkomst (België)
Een overeenkomst of contract is in het Belgisch recht een wilsovereenstemming tussen rechtssubjecten, gericht op aangaan of tenietdoen van één of meerdere verbintenissen.
Er zijn verschillende soorten overeenkomsten:
- Eenzijdige overeenkomsten: overeenkomsten die slechts voor 1 partij verbintenissen geven (bijvoorbeeld: bewaargeving, bruikleen).
- Wederkerige overeenkomsten: overeenkomsten waarbij de partijen zich jegens elkaar over en weer verbinden om iets te doen, te geven of te laten (art. 1102 BW). Voorbeelden: koop, huur, aanneming van werk
- Overeenkomsten onder bezwarende titel: dit zijn overeenkomsten waarbij er altijd een soort van tegenprestatie verwacht wordt.
- Overeenkomsten om niet: een overeenkomst waar tegenover de ene prestatie geen andere prestatie staat (bijvoorbeeld: schenking, bruikleen, bewaargeving).

Overeenkomsten kunnen met wederzijds goedvinden worden beëindigd, maar ook door partijen ontbonden worden. Als een van beide partijen in gebreke blijft (wanprestatie), kan de overeenkomst eveneens ontbonden worden. Ook rechters kunnen op bepaalde gronden overeenkomsten ontbinden.

## Geldigheidsvereisten
Tot de geldige totstandkoming van de overeenkomst is vereist:
- de geldige toestemming van de zich verbindende partij;
- diens bekwaamheid om zich te verbinden;
- een bepaald of bepaalbaar en geoorloofd voorwerp;
- een geoorloofde oorzaak.[1]

### Toestemming
De gegeven toestemming mag niet aangetast worden door wilsgebreken: dwaling (error), bedrog (dolus), geweld (metus) en benadeling (laesio enormis). In geval van bedrog, geweld en benadeling kan de sanctie jegens de te kwader trouw handelende partij reiken van nietigheid tot schadevergoeding. Bij dwaling kan schadevergoeding ook aan de wederpartij toegewezen worden, indien deze voortkomt uit de niet-naleving van de precontractuele verplichtingen.

### Bekwaamheid
In beginsel zijn minderjarigen en mensen met een psychische aandoening handelingsonbekwaam voor het sluiten van contracten.

### Voorwerp
De overeenkomst moet een bepaald of bepaalbaar en geoorloofd voorwerp hebben. Het voorwerp behelst de voornaamste rechtsgevolgen die de overeenkomst tot doel heeft (bij koop is dat eigendomsoverdracht).
Het voorwerp is bepaalbaar bij een koopovereenkomst van een nog te bouwen woning. Het voorwerp moet ook geoorloofd zijn en mag geen afbreuk doen aan de openbare orde, de goede zeden of de bepalingen van dwingend recht. Doet de overeenkomst dit wel, dan is de overeenkomst nietig. Zo is de overeenkomst die tot voorwerp mensenhandel heeft, nietig.

### Oorzaak
De oorzaak (causa) omvat de reden(en) die de partijen aangezet hebben tot contracteren. Ontbreekt de oorzaak op het moment van de totstandkoming, dan is de overeenkomst nietig.
Men moet de objectieve oorzaak onderscheiden van de subjectieve. De objectieve oorzaak zijn de economische, sociale of juridische redenen die aangezet hebben tot contracteren. De subjectieve oorzaak behelst de effectieve redenen van de partijen die hen hebben aangezet tot het sluiten van de overeenkomst.

## Bindende kracht
De rechter moet zich in de eerste plaats houden aan de bindende kracht van de overeenkomst (art. 1134, lid 1 BW), maar er zijn uitzonderingen:
- Wanneer de overeenkomst ongeldig tot stand is gekomen (door niet voldaan te hebben aan de geldigheidsvereisten) kan de rechter de overeenkomst nietig verklaren. Er is een onderscheid tussen relatief en absoluut nietig. Relatief nietig zijn de overeenkomsten die ingaan tegen de bepalingen van dwingend recht en moet door de partijen worden opgeworpen terwijl absoluut door de rechter ambtshalve moet worden opgeworpen. Absoluut nietig is de overeenkomst die ingaat tegen de openbare orde en goede zeden (zoals de koop van een gebouw met de intentie er een bordeel op te richten). Evenwel valt volgens het Europees Hof van Justitie te nuanceren dat indien de rechter een onrechtmatig beding tegenkomt inzake consumentenrecht, de rechter de nietigheid ambtshalve moet opwerpen (niettegenstaande de relatief nietige sanctie), zolang hij daarmee het voorwerp van het geding niet verruimt alsook de rechten van verdediging hierdoor niet miskent.
- Wanneer de overeenkomst geldig tot stand is gekomen moet de rechter zich in de eerste plaats terughoudend opstellen, maar hij kan de partijen door de aanvullende werking van de goede trouw toch verplichten nog meer verbintenissen op zich te nemen. Anderzijds kan hij de verbintenissen ook matigen door ze te toetsen aan de criteria van het rechtsmisbruik.
- Bovendien kan de rechter bepaalde clausules die in strijd zijn met de dwingende wetgeving of met het rechtsmisbruik nietig verklaren of matigen. Traditioneel worden de exoneratiebedingen met veel argwaan bekeken, zeker in de relatie consument-onderneming (art. VI.83 WER).

Overeenkomsten komen enkel bij wilsovereenstemming (mutuus consensus) tot stand, behoudens plechtige en reële overeenkomsten of tenzij de overeenkomst anders bepaalt. Mondelinge overeenkomsten hebben als nadeel dat ze moeilijker te bewijzen zijn, maar zijn in theorie geldig zolang is voldaan aan de totstandkomingsvoorwaarden.

## Gevolgen en beëindiging
Beding ten behoeve van een derde: A komt met B overeen dat B aan C een bepaalde prestatie zal leveren. Een typisch voorbeeld is het levensverzekeringscontract, waarbij verzekeringnemer A bij verzekeringsmaatschappij B bedingt dat die bij overlijden van A een bedrag zal uitkeren aan begunstigde C.
Sterkmaking: A sluit een overeenkomst met B, waarbij A bedingt dat C later zijn positie zal innemen. Als C niet over de brug komt, blijft A verbonden. A heeft zich dus sterk gemaakt dat C zal overnemen, maar garandeert B meteen ook dat deze laatste altijd een tegenpartij zal hebben.
Effect van het bestaan van een overeenkomst: een derde C kan normaal gezien geen verbintenissen opgelegd krijgen uit hoofde van een overeenkomst tussen A en B waarmee hij niets te maken heeft. Een derde moet echter wel accepteren dat de overeenkomst tussen A en B bestaat. C mag dus bijvoorbeeld A niet verleiden tot het breken van de overeenkomst met B.

## Bekende overeenkomsten
- Arbeidsovereenkomst
- Huurovereenkomst
- Huwelijk
- Koopovereenkomst
- Lening
- Verzekering

## Soorten overeenkomsten
In België zijn er verschillende soorten overeenkomsten te onderscheiden. De hieronderstaande opsomming is geen exhaustieve lijst.
In het publiekrecht:
1. verdragen: zijn in feite overeenkomsten tussen staten;
2. publiekrechtelijke overeenkomsten: Vlaanderen sluit bijvoorbeeld een overeenkomst met Wallonië;
3. overeenkomsten tussen de overheid en particulieren: 
  1. gewone overeenkomsten waarbij de overheid optreedt als particulier, bijv. een huurovereenkomst;
  2. administratieve overeenkomsten waarbij de overheid optreedt als overheid en de particulier ondergeschikt is, bijv. bij een overheidsopdracht;
  3. beleidsovereenkomsten waarbij het beleid dat een gemeente wil nastreven in handen wordt gegeven van een vzw, bijv. Samusocial Brussels;
  4. beheerscontracten waarbij een overeenkomst wordt gesloten tussen de overheid en een overheidsbedrijf (bijv. de NMBS waarin de werking en doelstelling wordt uiteengezet.

In het privaatrecht:
1. consensuele (of vormvrije) overeenkomsten: een overeenkomst die tot stand komt door de loutere wilsovereenstemming tussen de partijen (bijv. de koop van een specieszaak);
2. reële overeenkomsten: een overeenkomst die tot stand komt door de wilsovereenstemming tussen de partijen én de afgifte van een goed (bijv. bruikleen, verbruikleen, bewaargeving, vuistpand en handgift);
3. plechtige (of formele) overeenkomsten: een overeenkomst waarvan de geldigheid is onderworpen aan bepaalde vormvereisten (bijv. een schenking[2], een hypotheekstelling[3], subrogatie op vraag van de schuldenaar[4], borgtocht);
4. wederkerige overeenkomsten[5]: een overeenkomst waarvan de oorzaak van de verbintenis de tegenprestatie van de wederpartij is, heen en weer zijn er dus verbintenissen in hoofde van beide partijen;
  1. onvolmaakt wederkerige overeenkomsten: een eenzijdige overeenkomst die later wederkerig kan worden, vermits tijdens de uitvoering van de overeenkomst verbintenissen kunnen ontstaan ten laste van de partij die er aanvankelijk geen op zich had genomen (bijv. bruikleen, de renteloze verbruikleen en de onbezoldigde bewaargeving)
  2. volmaakt wederkerige overeenkomsten: zijn aanvankelijk wederkerig (bijv. lening, pacht, arbeidsovereenkomst en overeenkomst van opdracht)
5. eenzijdige overeenkomsten[6]: een overeenkomst waarbij enkel een verbintenis is in hoofde van één partij;
6. overeenkomsten om niet: overeenkomsten zonder tegenprestatie;
7. overeenkomsten ten bezwarende titel: overeenkomsten mét tegenprestatie;
8. vergeldend contracten: waarbij de prestaties van de partijen gelijkwaardig zijn;
9. kanscontracten: waarbij de gelijkwaardigheid van de prestaties van de partijen onzeker is (bijv. lijfrente);
10. overeenkomsten intuiti personae: overeenkomst die door de ene partij wordt aangegaan omwille van de identiteit van de tegenpartij (bijv. een bekende schilder);
11. benoemde contracten: zijn wettelijk geregeld (bijv. koop, huur ...);
12. onbenoemde contracten: zijn niet wettelijk geregeld;
13. gemengde contracten: contracten die elementen van verschillende benoemde contracten bevatten;
14. aflopende overeenkomsten: waarbij de verbintenissen ineens moeten worden uitgevoerd;
15. duurconctracten: een contract dat een of meerdere verbintenissen omvat die gedurende het verloop van een (on)bepaalde periode moeten worden uitgevoerd;
16. hoofdcontract: staat opzichzelf;
17. bijkomend contract: waarvan het bestaan afhangt van het voortbestaan of de nakoming van het hoofdcontract;
18. kaderovereenkomst: waarbij een algemeen kader wordt bepaald met de idee dat in de toekomst meerdere overeenkomsten zullen worden gesloten;
19. voorovereenkomst: een overeenkomst die gericht is op het sluiten van één latere overeenkomst;
20. onderhandelend contract: een overeenkomst waarbij beide partijen de inhoud en de voorwaarden bepalen;
21. toetredingscontract: een contract waarvan de inhoud wordt vastgelegd door één partij, en de andere partij de keuze heeft om ofwel toe te treden tot het contract ofwel zulks niet te doen (bijv. overeenkomsten met consumenten);
22. burgerlijk contract: een contract tussen burgers onderling (geen handelaars);
23. handelsovereenkomst: een overeenkomst gesloten tussen uitsluitend handelaars;
24. consumentenovereenkomst: een overeenkomst gesloten tussen een handelaar en een consument.